# Varennes-sous-Dun
Varennes-sous-Dun – miejscowość i gmina we Francji, w regionie Burgundia-Franche-Comté, w departamencie Saona i Loara.
Według danych na rok 1990 gminę zamieszkiwało 737 osób, a gęstość zaludnienia wynosiła 41 osób/km² (wśród 2044 gmin Burgundii Varennes-sous-Dun plasuje się na 322. miejscu pod względem liczby ludności, natomiast pod względem powierzchni na miejscu 521.).